# Thỏ bụi rậm
Sylvilagus bachmani là một loài động vật có vú trong họ Leporidae, bộ Thỏ. Loài này được Waterhouse mô tả năm 1839.

## Hình ảnh

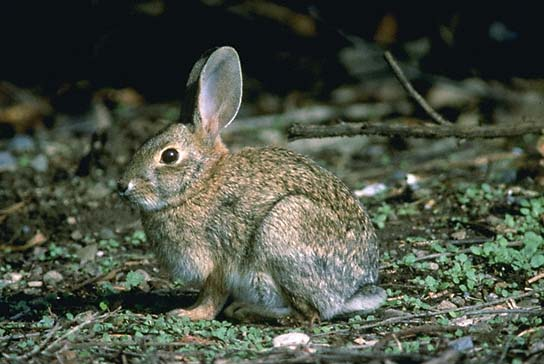
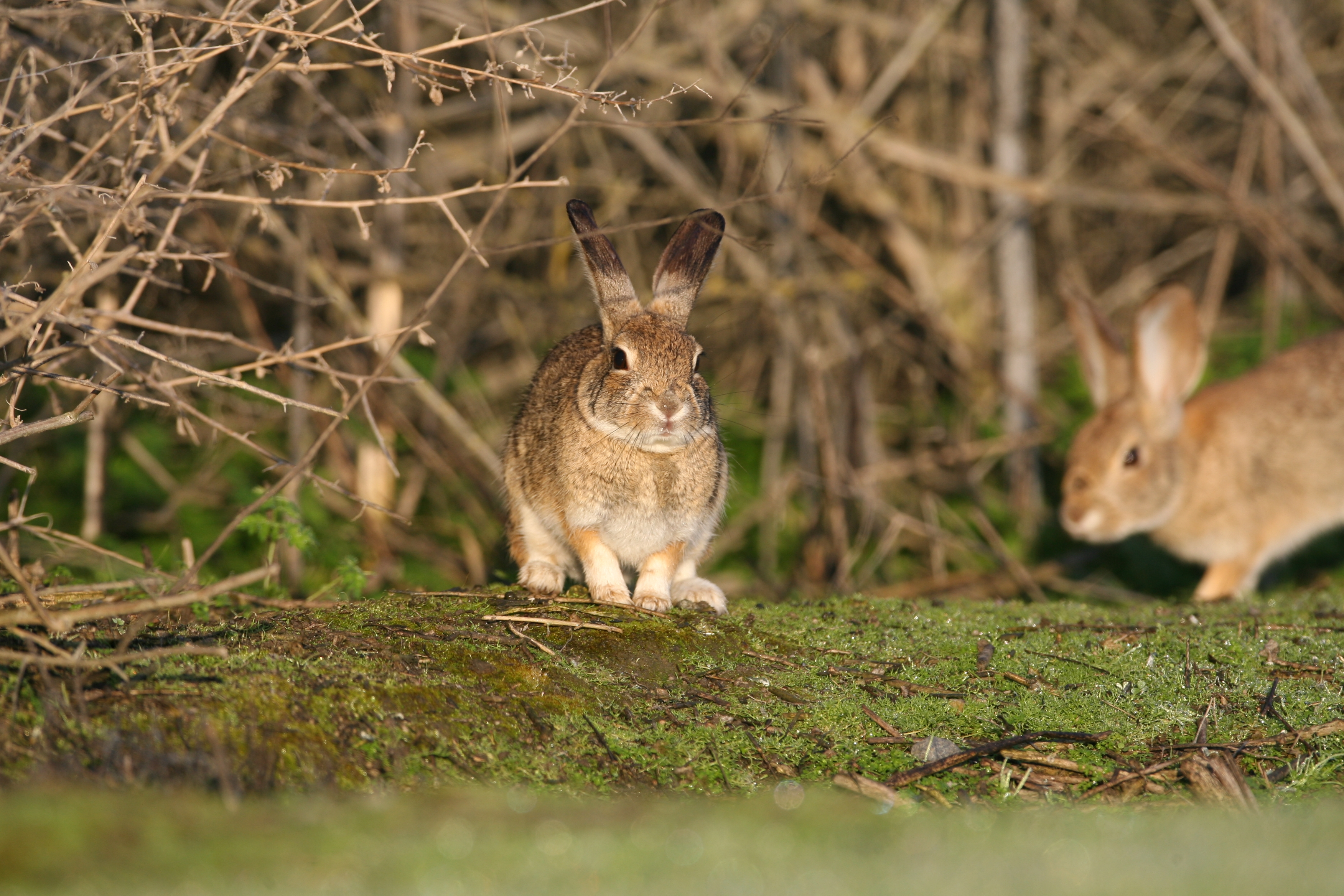
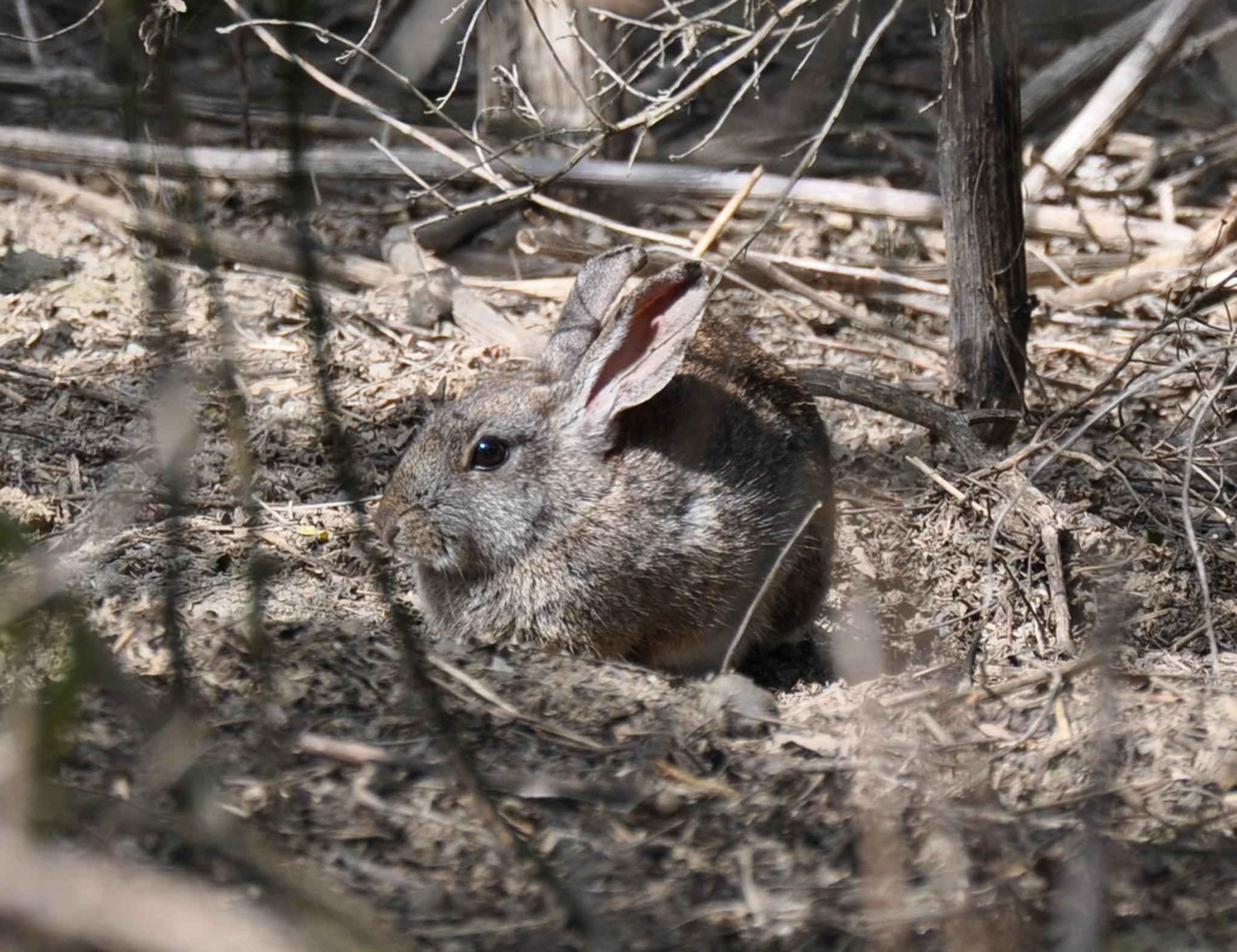